# Жлоб-арт
Жлоб-арт — сучасний український мистецький рух, що виник у середині 2000-х років як сатирична реакція на соціокультурний феномен так званого «жлобства» — вульгарності, нехтування суспільними нормами та матеріалістичних цінностей. Використовуючи іронію, гумор і сатиру, жлоб-арт критикує вади пострадянського суспільства, охоплюючи образотворче мистецтво, літературу, музику та перформанс. Рух відігравав помітну роль під час Революції гідності (2013—2014), зокрема у створенні революційних плакатів.

## Етапи розвитку
Перші роботи з'явилися у середині 2000-х років.
Антін Мухарський, який є одним з ключових діячів «жлоб-арту» з 2008 року почав активно проводити художні виставки, присвячені темі жлобства.
2009 року був заснований Союз вольних художників «Воля або смерть» та започатковано мистецько-культурологічний проєкт «Жлоб. Жлобство. Жлобізм».
У 2013 році вийшла книжка Мухарського «Жлобологія: Мистецько-культурний проект», у якій феномен жлобства описаний у формі есе різними діячами української культури на мистецтва.[джерело?]

## Тематика творів
- Буденне жлобство — гопники, бренди D&G та Louis Vuitton, МАФи, генделики із дешевим пивом, штучними квітами, лузаним насінням та шансоном.

- Російські та українські поп-ідоли.

- Політики та чиновники, які формально перебувають високо в соціальній ієрархії, та часто мають мрії та психологію, звички і життєві пріоритети гопника.

## Представники
- Наталія Мусієнко[1]
- Антін Муха́рський (Орест Лютий)[1]

- Іван Семесюк[1][5]
- Андрій Єрмоленко
- Сергій Коляда
- Кришовський Дмитро
- Сергій Хохол
- Ніна Мурашкіна
- Олекса Манн
- Стас Волязловський
- Ігор Переклита